# Kholzoun
Le Kholzoun (en kazakh et en russe : Холзун), parfois appelé Korjyntaou, est un chaînon montagneux de l'ouest de l'Altaï situé au Kazakhstan-Oriental à quelques kilomètres de la frontière avec la Russie. Il se trouve sur la ligne de partage des eaux des affluents droits de la Boukhtarma et de la Koksa. Il s'allonge sur 100 kilomètres avec un point culminant, le Belok, qui s'élève à 2 599 mètres d'altitude. Il est formé de roches métamorphiques et de roches plutoniques comme le granite.
Ses pentes sont recouvertes de taïga jusqu'à 2 000 ou 2 100 mètres et, au-dessus, d'alpages et de toundra alpine. Ses contreforts font partie de l'Altaï de minerai.

## Source
- (ru) Cet article est partiellement ou en totalité issu de l’article de Wikipédia en russe intitulé « Холзун » (voir la liste des auteurs).